# Andrej Gretjko

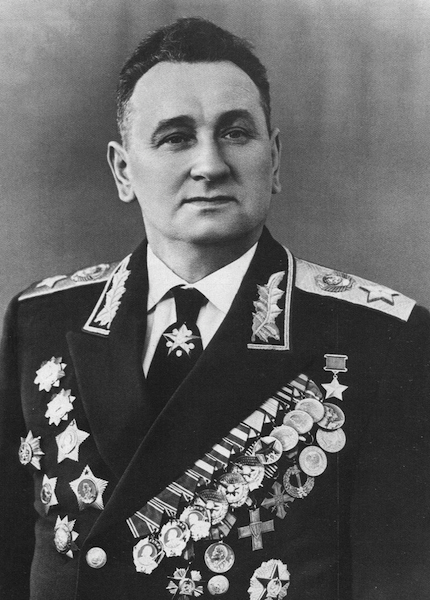
Andrej Gretjko

Andrej Gretjko, född 17 oktober 1903, död 24 april 1976 i Moskva, var en rysk militär, politiker och marskalk av Sovjetunionen.

## Biografi
Gretjko föddes i en liten stad nära Rostov vid Don och var son till en ukrainsk bonde. År 1919 gick han in i Röda armén och efter det ryska inbördeskriget skrevs han in vid 6:e Kavallerihögskolan i Taganrog, där han avlade examen 1926.
Han anslöt sig till kommunistpartiet 1928 och avlade examen från Frunze militärakademi 1936. Därefter avslutade han sin utbildning med examen från Sovjetiska generalstabens akademi 1941, endast några veckor före Operation Barbarossa.
Under andra världskriget tjänstgjorde Gretjko i olika kavalleriförband och i oktober 1943 befordrades han till biträdande befälhavare för den ukrainska fronten. Efter kriget var han befälhavare för Kievs militärområde fram till 1953. Åren 1953 – 57 var han befälhavare för de sovjetiska styrkorna i östra Tyskland.
Gretjko var överbefälhavare för de sovjetiska landstridskrafterna 1957 – 60 och för Warszawapaktens styrkor 1960 – 67.
Han var Sovjetunionens försvarsminister 1967 - 76  och blev medlem av politbyrån 1973.